# Baetis hudsonicus
Baetis hudsonicus är en dagsländeart som beskrevs av Ide 1937. Baetis hudsonicus ingår i släktet Baetis och familjen ådagsländor. Inga underarter finns listade i Catalogue of Life.